# Peribatodes melas
Peribatodes melas är en fjärilsart som beskrevs av Constantini 1916. Peribatodes melas ingår i släktet Peribatodes och familjen mätare. Inga underarter finns listade i Catalogue of Life.